# Steffie Grote
Steffie Grote est une actrice américaine.

## Filmographie
- 2006 : Lenders Morgan
- 2007 : Misadventures in Space
- 2008 : Fraternity House
- 2009 : The Drive
- 2010 : Disaster Date
- 2010 : American Scream King
- 2013 : Ladies' Man: A Made Movie
- 2013 : C'est la fin
- 2013 : Pawn Shop Chronicles
- 2013 : Dallas Buyers Club
- 2014 : Match retour
- 2014 : Scent
- 2014 : Dead Still
- 2014 : Search Party
- 2015 : The Z Effect
- 2015 : Joker
- 2015 : The D Train
- 2015 : Renaissances